# Pierre Bourdellès
Pour les articles homonymes, voir Bourdellès (homonymie).
 (mai 2025).
Si vous disposez d'ouvrages ou d'articles de référence ou si vous connaissez des sites web de qualité traitant du thème abordé ici, merci de compléter l'article en donnant les références utiles à sa vérifiabilité et en les liant à la section « Notes et références ».
Pierre Bourdellès, né le 23 avril 1908 à Louannec et mort le 10 février 2002 à Tréguier, est un homme politique français.

## Biographie
Il est conseiller général du canton de Perros-Guirec de 1949 à 1979 et maire de Louannec de 1935 à 1983.